# João Manuel Peres de Gusmão, 8.º Duque de Medina Sidónia
Manuel Afonso Peres de Gusmão e Silva (7 de janeiro de 1579 – 20 de março de 1636) foi um nobre espanhol e 8.º Senhor de Sanlúcar, 9.º Conde de Niebla, 8.º Duque de Medina Sidonia e 8.º Marquês de Cazaza na África.
Ele era filho de Afonso Peres de Gusmão, 7º Duque de Medina Sidónia, comandante-chefe da Armada Espanhola, e de Ana Gomes da Silva e Mendonça, filha de Ana de Mendonça, Princesa de Éboli.
Ele se casou em 1598, aos 19 anos, Joana de Sandoval, filha do Duque de Lerma, favorito de Filipe III de Espanha. Ele foi promovido a Cavaleiro da Ordem do Tosão de Ouro. No mesmo ano ele se tornou o oitavo Duque de Medina Sidonia.
Em 1625, ele comandou de Jerez de la Frontera, as operações militares que neutralizaram o ataque a Cádiz feito por uma frota holandesa-inglesa comandada por Sir Edward Cecil.
Sua filha mais velha Luísa de Gusmão (1613-1666) tornou-se rainha consorte de Portugal quando seu marido João II, 8º Duque de Bragança, se tornou João IV, o primeiro rei de Portugal da Casa de Bragança em 1640. A fim de encorajar o marido quando a nobreza portuguesa lhe ofereceu a coroa de Portugal, Luísa pronunciou a famosa frase: "melhor ser Rainha por um dia, do que duquesa toda a vida".

## Casamento e descendência
Do seu matrimônio com Joana Lourença Gomes de Sandoval e Lacerda teve três filhos:
- Gaspar Afonso Peres de Gusmão el Bueno (1602-1664), 9.º duque de Medina Sidónia.
- Luísa Maria Francisca de Gusmão e Sandoval (1613-1666), futura rainha consorte e regente de Portugal.
- Afonso Peres de Gusmão e Gomes de Sandoval, 10.º conde de Niebla.

Sua neta Catarina de Bragança se casou-se com o rei Carlos II de Inglaterra.